# 悪魔の氷
『悪魔の氷』（Black Ice）は、オーストラリア出身のハード・ロックバンドAC/DCが2008年に発表したアルバムである。

## 解説
2000年以来の新作ということで話題になり、29か国のチャートで1位を獲得している。
前作同様、レコーディングはブライアン・アダムスが所有するウェアハウス・スタジオで行われた。
日本盤の特典にはバイオグラフィーとビート・クルセイダーズによるトリビアクイズ小冊子が付く。アルバムタイトル、及び全曲の邦題はギターウルフ・セイジによる命名である。
また、このアルバムに伴う「ブラックアイス ワールドツアー」が2008年から2010年まで行われ、2010年3月には、9年ぶりの来日公演がさいたまスーパーアリーナで開催された。
2009年12月のアルゼンチン・ブエノスアイレス公演の模様は、後に「Live At River Plate」としてCD、DVD、Blu-rayで発売されている。

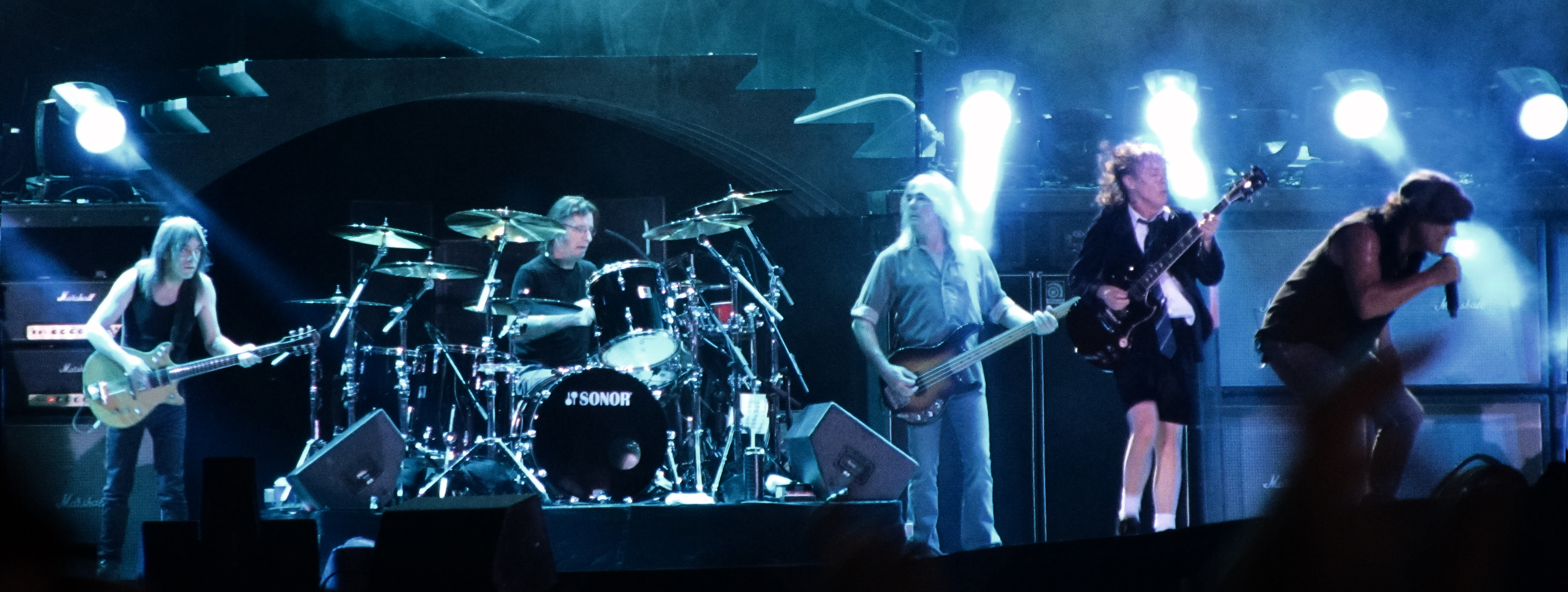
アルゼンチン・ブエノスアイレス公演 (2009年)

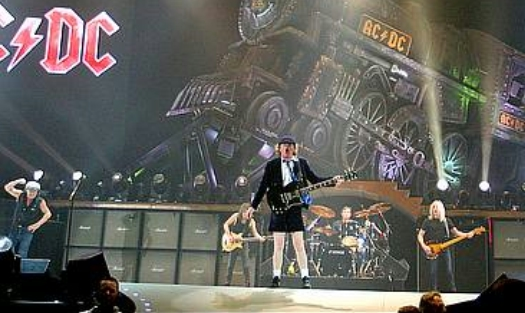
タコマ公演 (2008年)

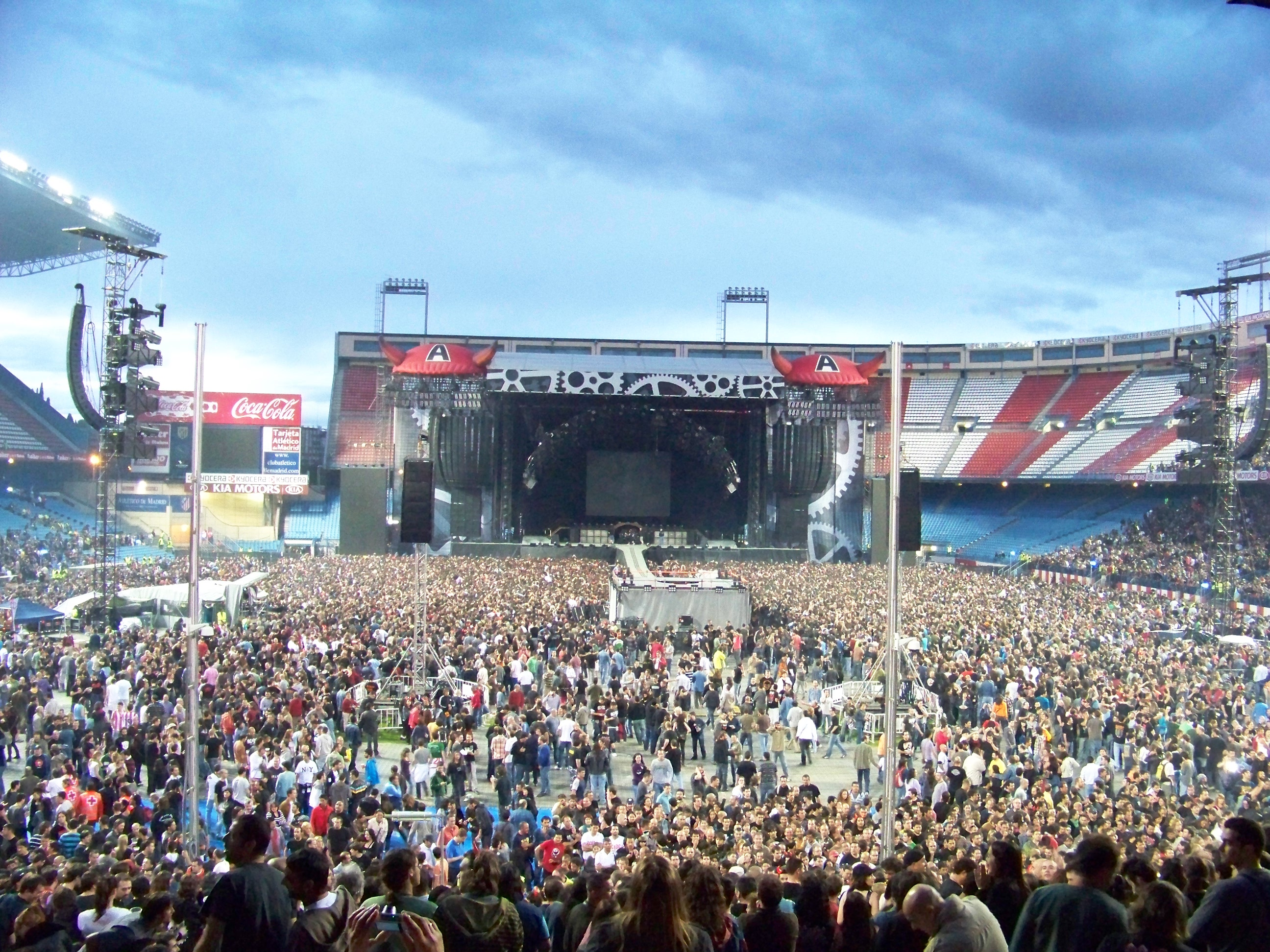
スペイン・マドリード公演 (2009年)

## 収録曲
全曲アンガス・ヤングとマルコム・ヤングの共作。
1. 暴走/列車 - Rock 'n' Roll Train – 4:21
2. 空が燃えている -Skies on Fire – 3:34
3. 爆弾ジャック - Big Jack – 3:57
4. 恋の発電所 - Anything Goes – 3:22
5. 戦闘マシーン - War Machine – 3:09
6. ぶち壊せ - Smash 'n' Grab – 4:06
7. ロック大戦争 - Spoilin' for a Fight – 3:17
8. 地獄の回転花火 - Wheels – 3:28
9. 愛のデジベル - Decibel – 3:34
10. イナヅマの五月 - Stormy May Day – 3:10
11. 殺し文句はロックン・ロール - She Likes Rock 'n' Roll – 3:53
12. 金にはあきたぜ - Money Made – 4:15
13. ロックン・ロール・ドリーム - Rock 'n' Roll Dream – 4:41
14. ロックで決めろ!! - Rocking All the Way – 3:22
15. 悪魔の氷 - Black Ice – 3:25

## 参加ミュージシャン
- ブライアン・ジョンソン - ボーカル
- アンガス・ヤング - リードギター
- マルコム・ヤング - リズムギター、バッキング・ボーカル
- クリフ・ウィリアムズ - ベース、バッキング・ボーカル
- フィル・ラッド - ドラムス、パーカッション